# Maksim Szewczenko
Maksim Igoriewicz Szewczenko (Максим Игоревич Шевченко; ur. 27 marca 1980 w Ałmaty) – kazachski piłkarz, występował na pozycji pomocnika. W reprezentacji Kazachstanu zadebiutował w 2000 roku.